# Aigua de Copenhaguen
L'aigua de Copenhaguen que pren el nom pel seu lloc de preparació original, es tracta d'una aigua de mar preparada al laboratori amb salinitat coneguda, que és utilitzada com un estàndard en experiments de mesura de les propietats de l'aigua marina. Actualment s'anomena aigua marina estàndard i es prepara en diversos laboratoris al voltant del món.